# Kvazidelec
Kvázidélec je v fiziki pojem, s katerim opisujemo obnašanje sistema s pomočjo izmišljenega delca, ki je bolj ali manj prost, in se obnaša kot samostojni delec. Kvazidelcem lahko pripišemo tudi nekatere fizikalne značilnosti. Ti namišljeni delci delujejo kot kombinacija delca in vpliva na okolico. Pomembni so v fiziki kondenzirane snovi. Delce, ki so realni, pa imenujemo običajni delci.
Med najbolj znanimi kvazidelci je elektronska luknja ali vrzel, ki nastane tam, kjer ni elektrona (v valenčnem pasu polprevodnika). Precej znan je tudi kvazidelec fonon, ki predstavlja paket nihanj.
Zamisel za uvedbo kvazidelcev je dal ruski fizik Lev Davidovič Landau (1908 – 1968) v svoji teoriji o Fermijevih tekočinah za kapljevinski He-3.

## Seznam kvazidelcev
V naslednji preglednici je podanih nekaj kvazidelcev.
| kvazidelec             | pomen                                                                                                |
| ---------------------- | --- |
| bipolaron              | vezan par dveh polaronov                                                                             |
| elektronski kvazidelec | elektron, na katerega vplivajo razne sile v trdni snovi                                              |
| elektronska vrzel      | manjkajoči elektron v valenčnem pasu                                                                 |
| eksciton               | vezano stanje elektrona in vrzeli                                                                    |
| frakton                | skupinska kvantizacija nihanja na substratu s fraktalno strukturo                                    |
| holon                  | kvazidelec, ki nastane kot rezultat ločitve spina in naboja                                          |
| libron                 | kvazidelec, povezan z nihajnim gibanjem molekul v molekularnem kristalu                              |
| magnon                 | koherentno vzbujanje spina elektrona v snovi                                                         |
| majoranov fermion      | kvazidelec, ki je enak svojemu antidelcu, izhaja iz stanja v srednji reži v nekaterih polprevodnikih |
| fazon                  | način nihanja v kvazikristalu povezan s preureditvijo atomov                                         |
| fonon                  | način nihanja v kristalni mreži povezan s premiki atomov                                             |
| plazmon                | koherentno vzbujanje plazme                                                                          |
| polaron                | gibajoč se kvazidelec, ki ga obdajajo ioni                                                           |
| polariton              | mešanica fotona in drugega kvazidelca                                                                |
| roton                  | osnovno vzbujeno stanje v supertekočem He-4                                                          |
| soliton                | samovzdrževani vzbujevalni val                                                                       |
| spinon                 | kvazidelec, ki je rezultat ločitve spina in naboja pri elektronu                                     |

## Značilnosti kvazidelcev
Podobnosti z običajnimi delci:
- samo nekateri kvazidelci so lahko lokalizirani (znana je lega, kjer se nahajajo), za druge pa ne moremo reči, kje se dejansko nahajajo
- kvazidelci lahko tudi doživijo trk (podobno kot običajni delci) ali pa kažejo medsebojni vpliv, pri trkih se ohranjata kvaziimpuls in energija
- za kvazidelce, ki imajo kvadratni zakon disperzije (energija je proporcionalna kvadratu impulza), lahko uvedemo pojem efektivne mase, obnašanje takih kvazidelcev je zelo podobno navadnim delcem.

Razlike:
- Običajni delci lahko obstajajo sami po sebi, tudi v praznem prostoru jih najdemo, kvazidelci pa obstajajo samo v snovi
- zakon disperzije vedno velja za običajne delce, pri kvazidelcih se kreira dinamično
- kvazidelec ima lahko tudi neceli osnovni naboj, običajni delci pa samo celi mnogokratnik osnovnega naboja.